# Twix

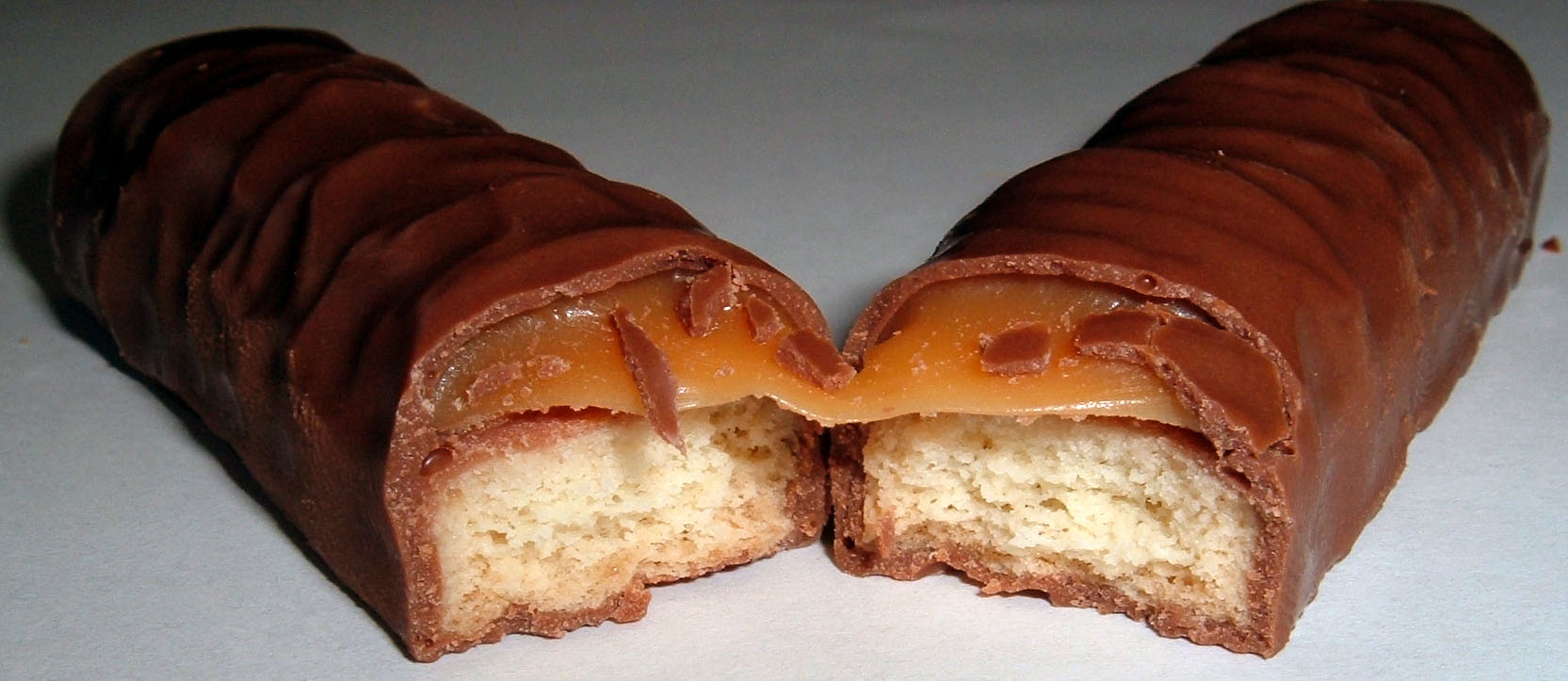
Řez tyčinkou

Twix je čokoládová tyčinka vyráběná firmou Mars, Inc. obsahující máslovou sušenku politou karamelem a čokoládou. Twix jsou většinou baleny po párech. Sušenka bylo poprvé vytvořena ve Spojeném království v roce 1967 a poté uvedena v USA v roce 1979.